# Bibiana Steinhaus
Bibiana Steinhaus (Bad Lauterberg im Harz, 1979. március 24.) német nemzetközi labdarúgó-játékvezető. Polgári foglalkozása rendőrnő.

## Pályafutása
Női játékosként a helyi fürdőváros csapatában, az SV Bad Lauterbergben védőként szolgálta a labdarúgást. Játékvezetőként csak baráti társaságban rúgja a labdát.
Játékvezetésből 1995-ben vizsgázva édesapja – szintén játékvezető – nyomdokába lépett. A DFB Játékvezető Bizottságának (JB) minősítésével 1999–2001 között a női Bundesliga, a férfi Oberliga Nord Liga, 2001–2011 között a férfi Regionalliga, 2005–2007 között a női 2. Bundesliga játékvezetője. 2007-ben a Volker Roth vezette JB – előzetesen megvizsgálva Nicole Petignat szakmai tevékenységének eredményességét – bizalmat szavazva, a német játékvezetői történelemben első nőként a férfi 2. Bundesliga bírója. 2008-tól a profi férfi, 3. Liga hivatalnoka. A nemzeti női labdarúgó bajnokságban kiemelkedően foglalkoztatott bíró. Küldési gyakorlat szerint rendszeres 4. bírói, illetve alapvonalbírói tevékenységet is végez. Vezetett kupadöntők száma: 1
| Időpont              | Helyszín                     | Mérkőzés típusa                 | Mérkőzés                         | Eredmény |
| -------------------- | ---------------------------- | ------------------------------- | -------------------------------- | -------- |
| 2007. szeptember 21. | Energieteam Arena, Paderborn | első 2. Bundesliga mérkőzése    | SC Paderborn 07–1899 Hoffenheim  | 0 – 2    |
| 2008. augusztus 10.  | Parkstadion, Neustrelitz     | első férfi Budasligás mérkőzése | TSG Neustrelitz–TSV 1860 München |          |

A BFB JB küldésére irányította a Német női labdarúgókupa döntőt.
| Időpont         | Helyszín                 | Mérkőzés típusa | Mérkőzés                          | Eredmény | Nézők száma |
| --------------- | ------------------------ | --------------- | --------------------------------- | -------- | ----------- |
| 2003. május 31. | Olimpiai Stadion, Berlin | döntő           | 1 Frankfurt FFC–FCR 2001 Duisburg | 1 – 0    | 30 000      |

A Német labdarúgó-szövetség JB terjesztette fel nemzetközi játékvezetőnek, a Nemzetközi Labdarúgó-szövetség (FIFA) 2005-től tartja nyilván bírói keretében. A FIFA JB központi nyelvei közül a németet és az angolt beszéli. Az UEFA JB besorolása szerint elit kategóriás bíró. Több nemzetek közötti válogatott (Női labdarúgó-világbajnokság, Női labdarúgó-Európa-bajnokság, Olimpiai játékok, Algarve-kupa), valamint klubmérkőzést vezetett, vagy működő társának 4. bíróként segített.
| Időpont             | Helyszín                | Mérkőzés típusa           | Mérkőzés          |
| ------------------- | ----------------------- | ------------------------- | ----------------- |
| 2005. augusztus 28. | Gamla Ullevi, Stockholm | első nemzetközi mérkőzése | Svédország–Izland |

A 2008-as U20-as női labdarúgó-világbajnokságon, a 2010-es U20-as női labdarúgó-világbajnokságon és a 2014-es U20-as női labdarúgó-világbajnokságon a FIFA JB bíróként alkalmazta. 2014-ben a nyitómérkőzésre kapott küldést. Sir Stanley Rous:"Már az a játékvezető is megtisztelve érezheti magát, aki a nagy világverseny első mérkőzését dirigálhatja. Egy nagy színjáték prológusaként irányt szabhat a többi kollégájának".
| Időpont             | Helyszín                      | Mérkőzés típusa                    | Mérkőzés                                                      | Eredmény | Nézők száma |
| ------------------- | ----------------------------- | ---------------------------------- | ------------------------------------------------------------- | -------- | ----------- |
| 2008. november 20.  | Germán Becker Stadion, Temuco | csoportmérkőzés (D. csoport)       | Brazília–Észak-Korea                                          | 3 – 2    | 12 500      |
| 2008. november 26.  | Germán Becker Stadion, Temuco | csoportmérkőzés (A. csoport)       | Nigéria–Chile                                                 | 2 – 0    | 18 125      |
| 2010. július 14.    | Impuls Arena, Augsburg        | csoportmérkőzés (C. csoport)       | Mexikó–Japán                                                  | 3 – 3    | 2400        |
| 2010. július 21.    | Bielefelder Alm, Bielefeld    | csoportmérkőzés (D. csoport)       | Dél-Korea–Egyesült Államok                                    | 0 – 1    | 5420        |
| 2010. augusztus 1.  | Bielefelder Alm, Bielefeld    | bronzmérkőzés                      | Dél-koreai U20-as női labdarúgó-válogatott–Kolumbia           | 1 – 0    | 24 633      |
| 2014. augusztus 8.  | BMO Stadion, Toronto          | csoportmérkőzés/nyitó (A. csoport) | Kanada–Ghána                                                  | 0 – 1    | 14 834      |
| 2014. augusztus 10. | Olimpiai Stadion, Montréal    | csoportmérkőzés (D. csoport)       | Paraguay–Costa Rica                                           | 2 – 1    | 6844        |
| 2014. augusztus 16. | BMO Stadion, Toronto          | egyik negyeddöntő                  | Észak-koreai U20-as női labdarúgó-válogatott–Egyesült Államok | 1 – 1    | 7854        |

A  2011-es női labdarúgó-világbajnokságon, valamint a  2015-ös női labdarúgó-világbajnokságon a FIFA JB játékvezetőként alkalmazta. Állandó asszisztensei 2011-ben  Katrin Rafalski és Marina Wozniak. A FIFA JB 2015 márciusában nyilvánosságra hozta annak a 29 játékvezetőnek (22 közreműködő valamint 7 tartalék, illetve 4. bíró) és 44 asszisztensnek a nevét, akik közreműködhettek Kanadában a 2015-ös női labdarúgó-világbajnokságon. A 9 európai játékvezető hölgy között szerepelt a listán. A kijelölt játékvezetők és asszisztensek 2015. június 26-án Zürichben, majd két héttel a világtorna előtt Vancouverben vettek rész továbbképzésen, egyben végrehajtották a szokásos elméleti és fizikai Cooper-tesztet. Selejtező mérkőzéseket az UEFA zónában vezetett. Világbajnokságon vezetett mérkőzéseinek száma: 5. Rajta kívül öt mérkőzést, kettő világbajnokságon való részvétellel Gaál Gyöngyi és Jenny Palmqvist, egy világtornán.Anna-Marie Keighley teljesített.
| Időpont              | Helyszín                              | Mérkőzés típusa                     | Mérkőzés                                       | Eredmény | Nézők száma |
| -------------------- | ------------------------------------- | ----------------------------------- | ---------------------------------------------- | -------- | ----------- |
| 2009. október 29.    | Ertl Glas Stadion, Amstetten          | (2011 vb) előselejtező (5. csoport) | Ausztria–Spanyolország                         | 0 – 1    |             |
| 2010. június 23.     | ISS Stadion, Vantaa                   | (2011 vb) előselejtező (7. csoport) | Finnország–Olaszország                         | 1 – 3    |             |
| 2010. augusztus 21.  | Laugardalsvöllur, Reykjavík           | (2011 vb) előselejtező (1. csoport) | Izlandi női labdarúgó-válogatott–Franciaország | 0 – 1    |             |
| 2010. augusztus 25.  | Városi Stadion, Csernyihiv            | (2011 vb) előselejtező (4. csoport) | Ukrajna–Lengyelország                          | 3 – 1    |             |
| 2011. június 28.     | Rudolf-Harbig Stadion, Drezda         | csoportmérkőzés (C. csoport)        | Egyesült Államok–Észak-Korea                   | 2 – 0    | 21 859      |
| 2011. július 6.      | Commerzbank-Arena, Frankfurt          | csoportmérkőzés (D. csoport)        | Egyenlítői-Guinea–Brazília                     | 0 – 3    | 35 859      |
| 2011. július 17.     | Commerzbank-Arena, Frankfurt          | döntő                               | Japán–Amerikai női labdarúgó-válogatott        | 1 – 3    | 48 817      |
| 2013. szeptember 26. | Laugardalsvöllur, Reykjavík           | (2015 vb) előselejtező (3. csoport) | Izlandi női labdarúgó-válogatott–Svájc         | 0 – 2    | 2050        |
| 2014. február 13.    | Silvio Piola Stadion, Novara          | (2015 vb) előselejtező (2. csoport) | Olaszország–Csehország                         | 6 – 1    | 800         |
| 2014. április 10.    | Den Dreef Stadion, Leuven             | (2015 vb) előselejtező (5. csoport) | Belgium–Norvégia                               | 1 – 2    | 1722        |
| 2014. június 14.     | Fir Park Stadion, Motherwell          | (2015 vb) előselejtező (4. csoport) | Skócia–Svéd női labdarúgó-válogatott           | 1 – 3    | 2150        |
| 2014. szeptember 13. | ISS Stadion, Vantaa                   | (2015 vb) előselejtező (7. csoport) | Finnország–Francia női labdarúgó-válogatott    | 0 – 2    | 1731        |
| 2014. november 27.   | Marcantonio Bentegodi Stadion, Verona | (2015 vb) előselejtező (rájátszás)  | Olasz női labdarúgó-válogatott–Hollandia       | 1 – 2    |             |
| 2015. június 11      | Commonwealth Stadion, Edmonton        | csoportmérkőzés (A. csoport)        | Kanada–Új-Zéland                               | 0 – 0    | 35 544      |
| 2015. június 20      | Commonwealth Stadion, Edmonton        | egyik nyolcaddöntő                  | Kína–Kamerun                                   | 1 – 0    | 15 958      |

A 2009-es női labdarúgó-Európa-bajnokságon és a 2013-as női labdarúgó-Európa-bajnokságon az UEFA JB  játékvezetőként foglalkoztatta. 
| Időpont              | Helyszín                        | Mérkőzés típusa                     | Mérkőzés                                                         | Eredmény | Nézők száma |
| -------------------- | ------------------------------- | ----------------------------------- | ---------------------------------------------------------------- | -------- | ----------- |
| 2007. október 27.    | NTC Stadion, Senec              | (2009 Eb) előselejtező (5. csoport) | Szlovákia–Skót női labdarúgó-válogatott                          | 0 – 3    |             |
| 2008. május 7.       | Behrn Arena, Örebro             | (2009 Eb) előselejtező (2. csoport) | Svéd női labdarúgó-válogatott–Olasz női labdarúgó-válogatott     | 1 – 0    |             |
| 2008. szeptember 27. | Városi Stadion, Csernyihiv      | (2009 Eb) előselejtező (5. csoport) | Ukrán női labdarúgó-válogatott–Portugália                        | 1 – 1    |             |
| 2009. augusztus 25.  | Lahden Stadion, Lahti           | csoportmérkőzés (C. csoport)        | Anglia–Olasz női labdarúgó-válogatott                            | 1 – 2    | 2950        |
| 2009. augusztus 28.  | Veritas Stadion, Turku          | csoportmérkőzés (C. csoport)        | Olasz női labdarúgó-válogatott–Svéd női labdarúgó-válogatott     | 0 – 2    | 5947        |
| 2009. szeptember 4.  | Finnair Stadion, Helsinki       | egyik negyeddöntő                   | Svéd női labdarúgó-válogatott–Norvég női labdarúgó-válogatott    | 1 – 3    | 1708        |
| 2011. október 27.    | Oosterenkstadion, Zwolle        | (2013 Eb) előselejtező (6. csoport) | Holland női labdarúgó-válogatott–Angol női labdarúgó-válogatott  | 0 – 0    | 8800        |
| 2012. június 16.     | Olimpiai Stadion, Csernyihiv    | (2013 Eb) előselejtező (5. csoport) | Ukrán női labdarúgó-válogatott–Finn női labdarúgó-válogatott     | 1 – 2    | 1100        |
| 2012. szeptember 19. | Ullevaal Stadion, Oslo          | (2013 Eb) előselejtező (3. csoport) | Norvég női labdarúgó-válogatott–Izlandi női labdarúgó-válogatott | 2 – 1    | 1378        |
| 2012. október 22.    | Ciudad Stadion, Madrid          | (2013 Eb) előselejtező (rájátszás)  | Spanyol női labdarúgó-válogatott–Skót női labdarúgó-válogatott   | 3 – 2    | 800         |
| 2013. július 10.     | Gamla Ullevi, Stadion, Göteborg | csoportmérkőzés (A. csoport)        | Svéd női labdarúgó-válogatott–Dánia                              | 1 – 1    | 16 128      |
| 2013. július 15.     | Városi Stadion, Linköping       | csoportmérkőzés (C. csoport)        | Angol női labdarúgó-válogatott–Oroszország                       | 1 – 1    | 3629        |
| 2013. július 22.     | Guldfågeln Stadion, Kalmar      | egyik negyeddöntő                   | Norvég női labdarúgó-válogatott–Spanyol női labdarúgó-válogatott | 3 – 1    | 10 435      |

A 2012. évi nyári olimpiai játékok labdarúgó tornáját, ahol a FIFA JB bírói szolgálatra alkalmazta.
| Időpont            | Helyszín                    | Mérkőzés típusa              | Mérkőzés                                                            | Eredmény | Nézők száma |
| ------------------ | --------------------------- | ---------------------------- | ------------------------------------------------------------------- | -------- | ----------- |
| 2012. július 28.   | Millennium Stadion, Cardiff | csoportmérkőzés (A. csoport) | Új-zélandi női labdarúgó-válogatott–Brazil női labdarúgó-válogatott | 0 – 1    | 30 103      |
| 2012. augusztus 9. | Wembley Stadion, London     | csoportmérkőzés (4. csoport) | Amerikai női labdarúgó-válogatott–Japán női labdarúgó-válogatott    | 2 – 1    | 80 203      |

A 2011-es Algarve-kupa labdarúgó tornán a FIFA JB játékvezetőként vette igénybe szolgálatát. 
| Időpont          | Helyszín             | Mérkőzés típusa | Mérkőzés                                                           | Eredmény | Nézők száma |
| ---------------- | -------------------- | --------------- | ------------------------------------------------------------------ | -------- | ----------- |
| 2011. március 9. | Városi Stadion, Faro | döntő           | Izlandi női labdarúgó-válogatott–Amerikai női labdarúgó-válogatott | 2 – 4    | 1500        |

2007-ben Hannover önkormányzata az Év Sportolója kitüntető címmel ruházta fel. A DFB Játékvezető Bizottsága (2007, 2008, 2009, 2010, 2011) öt alkalommal az Év női játékvezetője elismerésbe részesítette. A Nemzetközi Labdarúgás-történeti és -statisztikai Szövetség (International Federation of Football History & Statistics) (IFFHS) a 2013-as és a 2014-es év tíz legjobb női labdarúgó-játékvezetője között az első helyre rangsorolta.